# The Moscow Times
The Moscow Times är en engelskspråkig dagstidning som ges ut i Moskva. Tidningen grundades 1992 av den nederländska entreprenören Derk Sauer, och är idag en del av den finska förlagsgruppen Sanoma. Sanoma ger även ut systertidningen The St. Petersburg Times.
Tidningens nuvarande chefredaktör är Nabi Abdullaev som tidigare varit chef på nyhetsbyrån RIA Novosti.